# Headkeeper
| Recensione       | Giudizio |
| ---------------- | -------- |
| AllMusic         | [ 1 ]    |
| Robert Christgau | C        |

Headkeeper è un album discografico di Dave Mason, pubblicato dall'etichetta discografica Blue Thumb Records nel febbraio del 1972.

## Tracce
Lato A
Testi e musiche di Dave Mason.
1. To Be Free – 3:19 – Registrato al Sunset Sound Studios di Hollywood, California
2. In My Mind – 3:19 – Registrato al Sunset Sound Studios di Hollywood, California
3. Here We Go Again – 1:56 – Registrato al Sunset Sound Studios di Hollywood, California
4. A Heartache, a Shadow, a Lifetime – 3:35 – Registrato al Sunset Sound Studios di Hollywood, California
5. Headkeeper – 4:39 – Registrato al Sunset Sound Studios di Hollywood, California

Lato B
Testi e musiche di Dave Mason.
1. Pearly Queen – 3:32 – Registrato dal vivo al The Troubadour di Los Angeles, California
2. Just a Song – 3:01 – Registrato dal vivo al The Troubadour di Los Angeles, California
3. World in Changes – 4:47 – Registrato dal vivo al The Troubadour di Los Angeles, California
4. Can't Stop Worrying, Can't Stop Loving – 3:04 – Registrato dal vivo al The Troubadour di Los Angeles, California
5. Feelin' Alright? – 5:40 – Registrato dal vivo al The Troubadour di Los Angeles, California

## Formazione
- Dave Mason - chitarra elettrica, chitarra acustica
- Mark Jordan - pianoforte, tastiere
- Lonnie Turner - basso
- Dr. Rick Jaeger - batteria
- Felix Falcon (a.k.a. Flaco) - conga, percussioni

Ospiti
- Rita Coolidge - accompagnamento vocale - cori
- Spencer Davis - accompagnamento vocale - cori
- Graham Nash - accompagnamento vocale - cori
- Kathi McDonald - accompagnamento vocale - cori

Note aggiuntive
- Dave Mason e Tommy LiPuma - produttori
- Registrato al Sunset Sound Studios di Hollywood, California (lato A) e dal vivo al The Troubadour di Los Angeles, California (lato B)
- Al Schmitt - ingegnere delle registrazioni e del mixaggio
- Bill Mathews - fotografia
- Ruby Mazur - design album[3]